# Spetsbergsgås
Spetsbergsgås (Anser brachyrhynchus) är en fågel som tillhör släktgruppen gäss inom familjen änder. Fågeln häckar på Grönland, Island och Spetsbergen. Vintertid flyttar den till Västeuropa. Den är mycket lik och nära släkt med skogsgås och tundragås. IUCN kategoriserar den som livskraftig.

## Utseende och läte

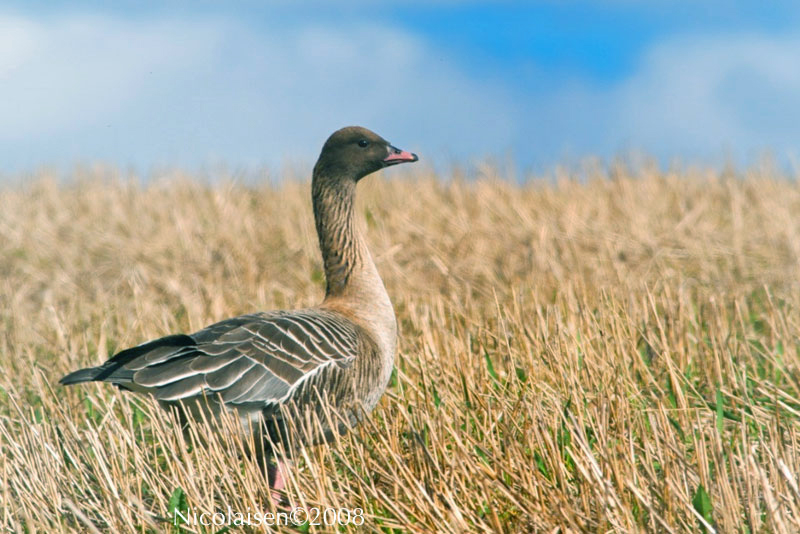

Spetsbergsgåsen är mycket lik skogsgås och tundragås. Spetsbergsgåsen har dock rosafärgade fötter och fjäderdräkten är ljust gråblå på rygg och framtill på vingarna. Stjärten är vit med ett smalt ljusgrått tvärband innanför den vita breda bård som avslutar stjärten. Dess huvud är mörkt och den har kort hals och näbb. Näbben är rosafärgad och svart. Spetsbergsgåsen väger ungefär 2,5 till 3,5 kilogram, är 60 till 70 centimeter lång och har ett vingspann på cirka 130 till 170 centimeter. Den är alltså något mindre än skogsgåsen.
Kacklet liknar bläsgåsens, men lätena skiljer sig mycket mellan hanar och ungfåglar, som har högt liggande läten, och honor som har lägre och mer nasala.

## Utbredning
Spetsbergsgås häckar på Grönland, Spetsbergen och Island, särskilt i Hofsjökull-glaciärens avrinningsområde. Den ansluter sig till andra gåsarter under flyttningen. Dess vinterområde ligger i Storbritannien och Irland, i Belgien och Nederländerna, i norra Tysklands kustområden och i Danmark. De fåglar som övervintrar i Storbritannien häckar på Grönland och Island. I det inre av Europa påträffas de endast mycket sällan. Den har också upprepade gånger påträffats i nordöstra Nordamerika under vinterhalvåret, med nästan alla fynd efter 1990-talet, huvudsakligen från Quebec söderut till New York, mer sällan söderut till Delaware och Pennsylvania och ett fynd i inlandet i Nebraska.

### Förekomst i Sverige
Spetsbergsgåsen rastar i Sverige i ökande antal under vår och höst. Den första kända observationen gjordes på Tjörn den 24 oktober 1851 och den 11 oktober 1866 sköts två individer i Jokkmokk. Från 1960-talet ökade antalet observationer och än mer under 2000-talet. I början av 2000 rapporterades ungefär 4000 individer per år, medan det 2023 och 2024 rapporterades ungefär 200 000 individer per år.

## Systematik
Spetsbergsgåsen är mycket nära släkt med skogsgås (Anser fabalis) och tundragås (Anser serrirostris) och har tidvis behandlats som en underart. Flera sentida studier bekräftar visserligen det nära släktskapet men också att den utgör en egen art.

## Ekologi

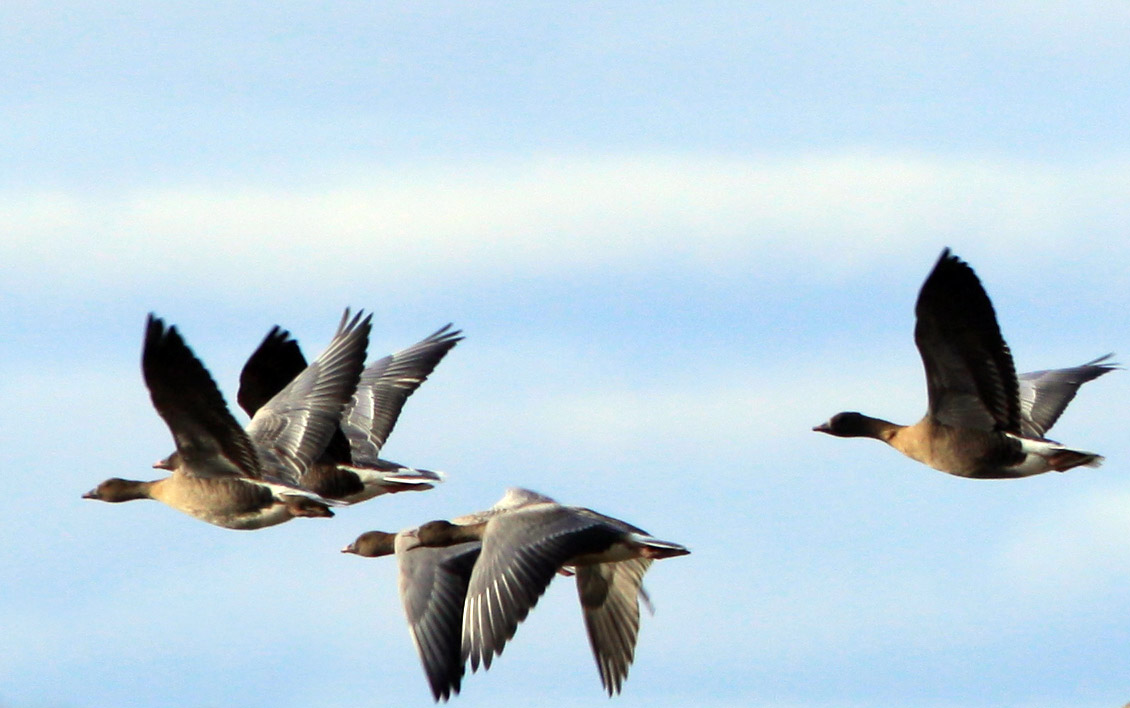
Del av flock med flygande spetsbergsgäss.

### Biotop
På vintern lever spetsbergsgäss med förkärlek på ängar och i flodlandskap, men även på betesmarker. I häckningsområdet på sommaren lever de i stora kolonier, dels på över 400 meter högt belägna karga bergsområden och i sumpmarker som uppstått genom glaciärsmältning, men även på myrar och vid sjöar. På Island häckar de även på stelnade lavafält. Även små öar kan användas som skydd mot rovdjur, som fjällräv.

### Häckning
Häckningstiden inleds ungefär i början av juni, sedan flockarna infunnit sig i sitt häckningsområde i mitten av maj och där ibland bildat lösa kolonier. Honan lägger cirka 3–7 släta vita ägg i ett högt beläget bo, som är fodrat med fjädrar. Hanen deltar inte i ruvningen, men vaktar kullen och honan. Ungfåglarna är borymmare och är flygfärdiga efter ungefär två månader. Ungefär i juli genomgår de adulta fåglarna sin ruggning. Under denna tid kan de inte flyga och bildar utpräglade flockar med sina artfränder. I augusti börjar den gemensamma flyttningen till övervintringsområdena. Vid tre års ålder börjar ofta fåglarna med häckning och uppfödande av ungar.

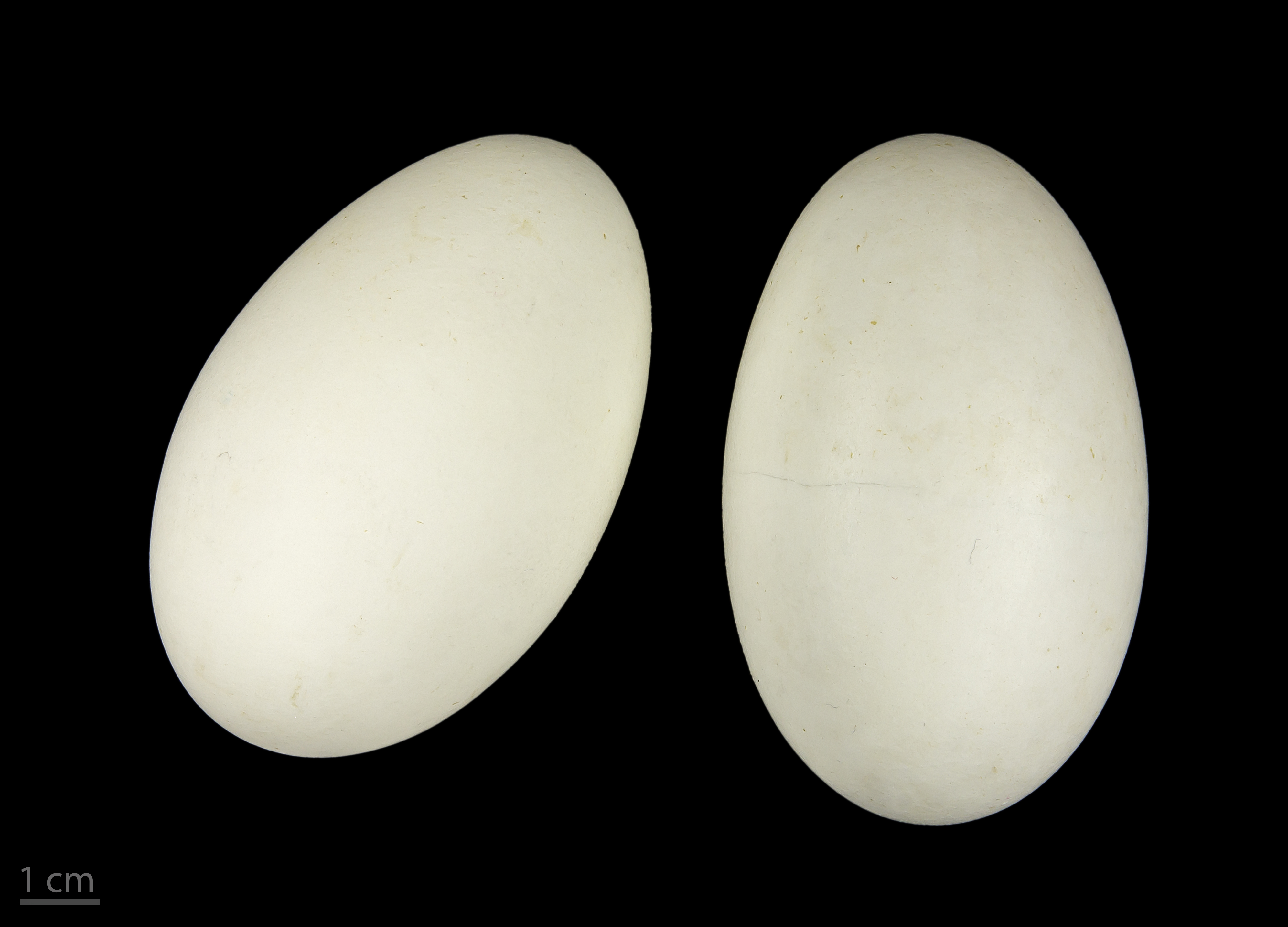
Spetsbergsgåsens ägg.

### Föda
I häckningsområdet livnär sig gässen av den arktiska sommarens yppiga växtlighet, särskilt blad och knoppar från pilört, ängsbräsma, maskros eller ängsnäva. På vintern livnär den sig av alla tillgängliga växter och gräs, gärna även av det moderna jordbrukets produkter.

## Status och hot
Arten har ett stort utbredningsområde och en stor population, och tros öka i antal. Utifrån dessa kriterier kategoriserar IUCN arten som livskraftig (LC). Världspopulationen uppskattas till cirka 410 000 individer, varav det i Europa tros häcka 57 000–74 000 par.

## Namn
Fågeln har på svenska även kallats rödfotad gås och kortnäbbad gås.